# هنري صموئيل
هنري صموئيل (بالفرنسية: Henri Samuel)‏ هو مصمم ديكور ‏ فرنسي، ولد في 1904، وتوفي في 1996.